# Naučná stezka Nečemické kamenné řady
Naučná stezka Nečemické kamenné řady se nachází na katastru vesnice Nečemice na okrese Louny. Měří 300 metrů a upozorňuje na tři krátké řady kamenů a možné zbytky dalších, ležících vrstevnicovitě ke svahu, na němž se nacházejí.

## Trasa a náplň
Ke stezce se lze dostat po modrém turistickém značení, spojujícím Lhotu a Konětopy (Pnětluky). Jediná informační tabule je umístěna na začátku stezky. Nevýrazná, ale příslušnou značkou vyznačená pěšina směřuje borovým lesem do svahu směrem k východu. Asi po 300 metrech končí u tří řad kamenů, každá z nich je označena. Řady jsou vedeny ve vrstevnici svahu ve směru sever–jih. Jsou dlouhé několik desítek metrů. Jejich podoba není původní, část kamenů byla shozena do koryta pod svahem. Doba a účel řad nejsou známé, bývají dávány do souvislosti s Kounovskými kamennými řadami. Objeveny byly v roce 1950. V létě 2017 byl dosud trvalý borový les na této lokalitě částečně vykácen a na mýtinách byly vysazeny mladé smrčky.[zdroj⁠?!]

## Galerie

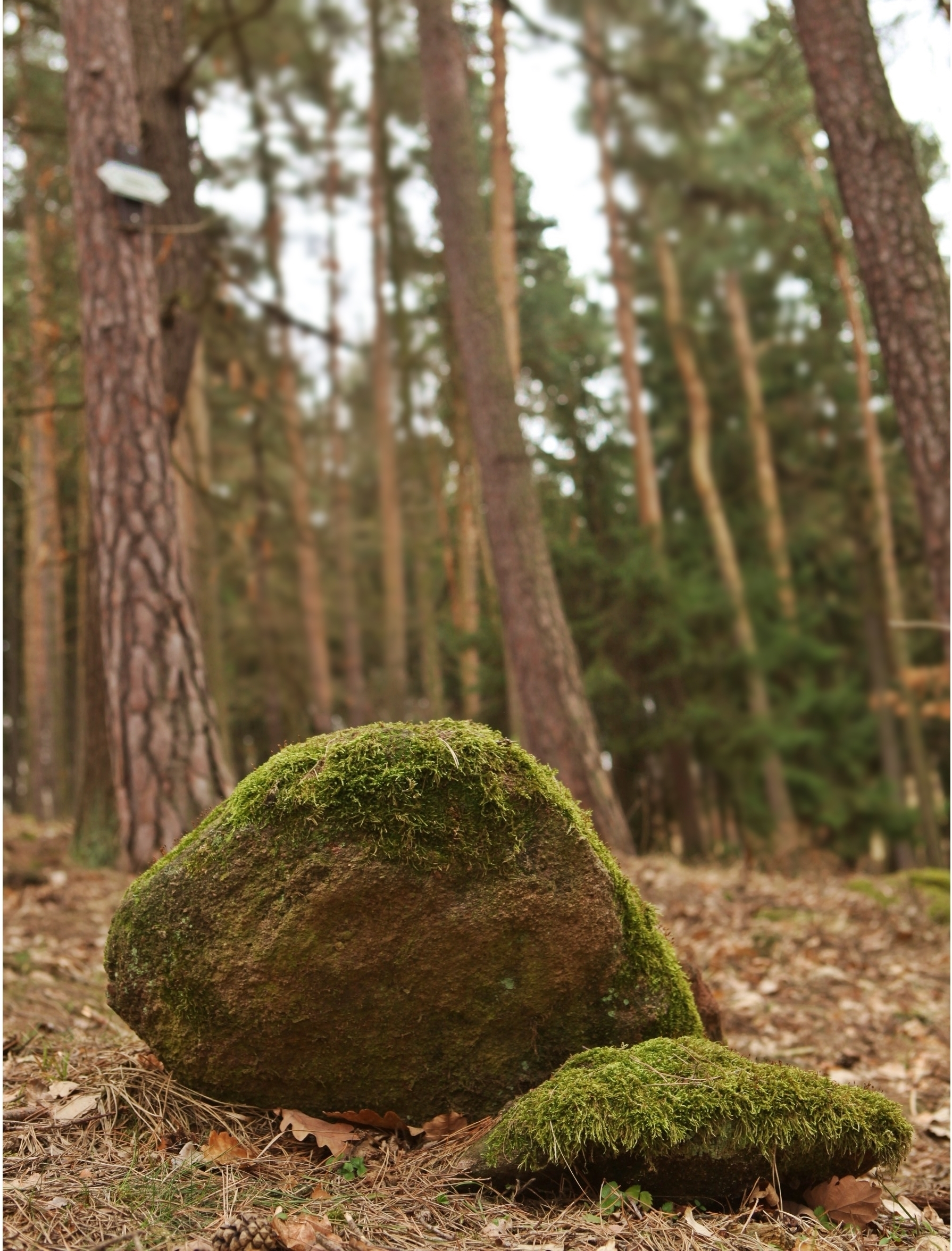
Kamenné řady I.: jeden z největších kamenů
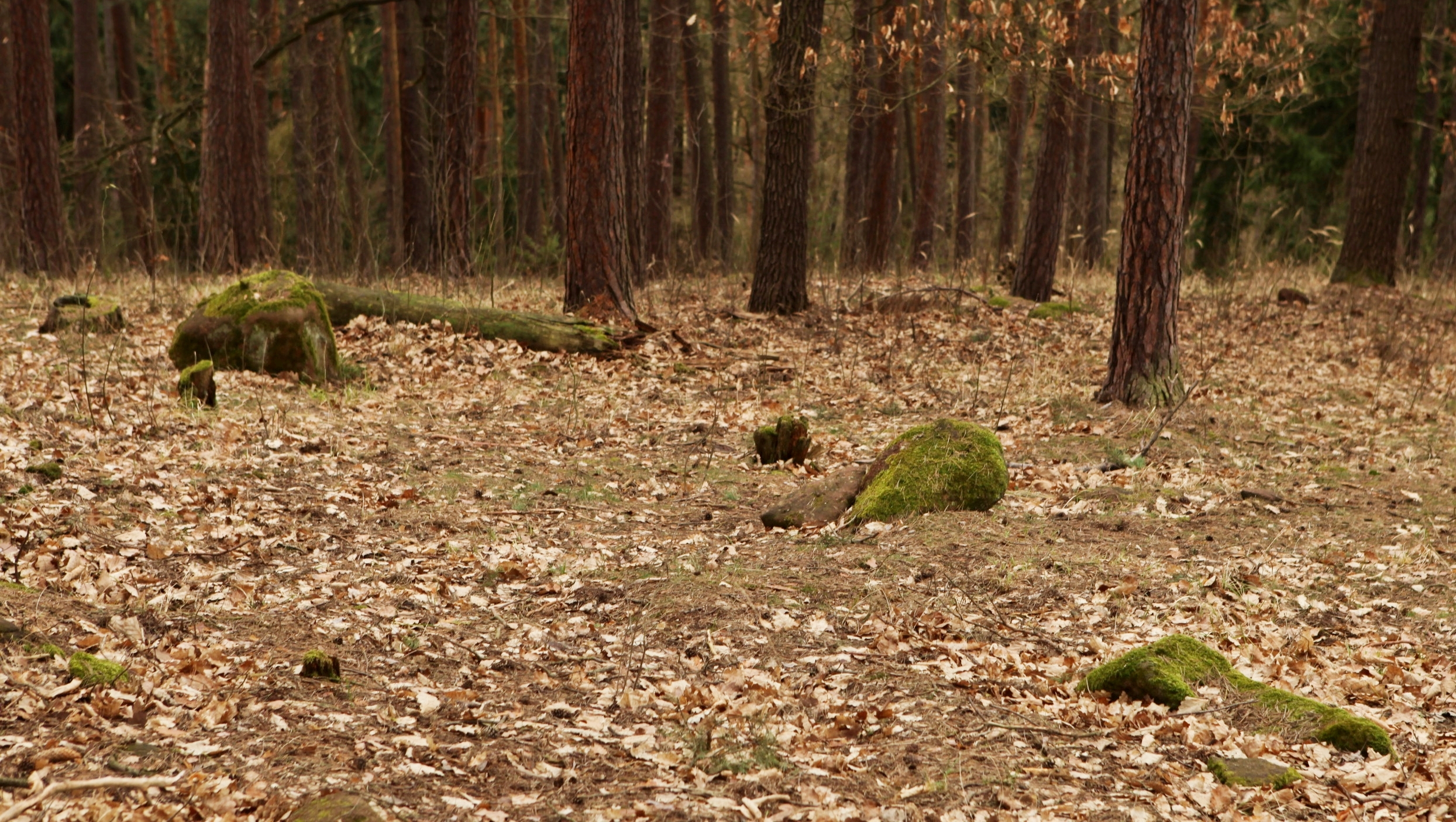
Nečemické kamenné řady I: řady větších kamenů jsou situovány kolmo na vrstevnice
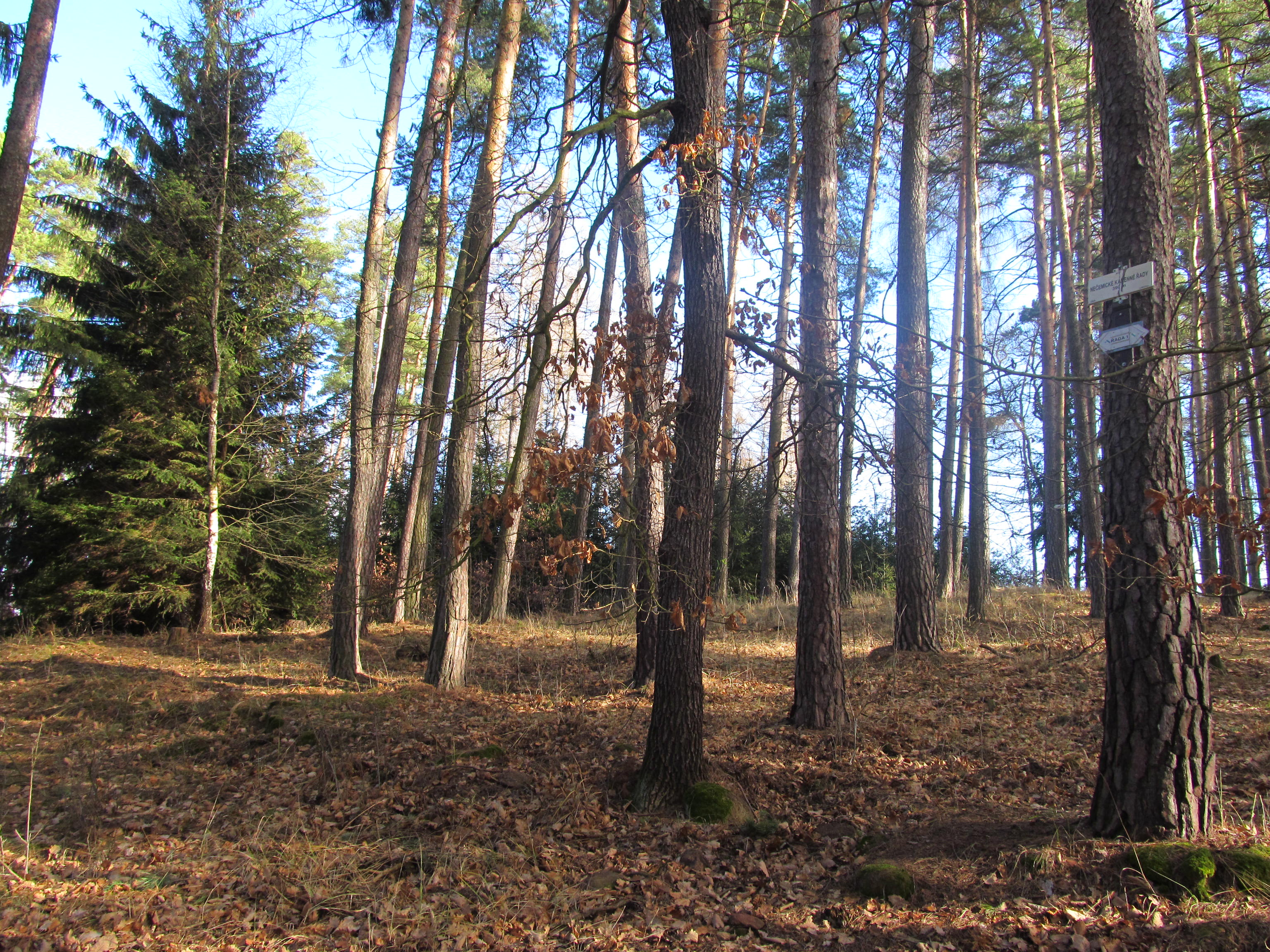
První řada
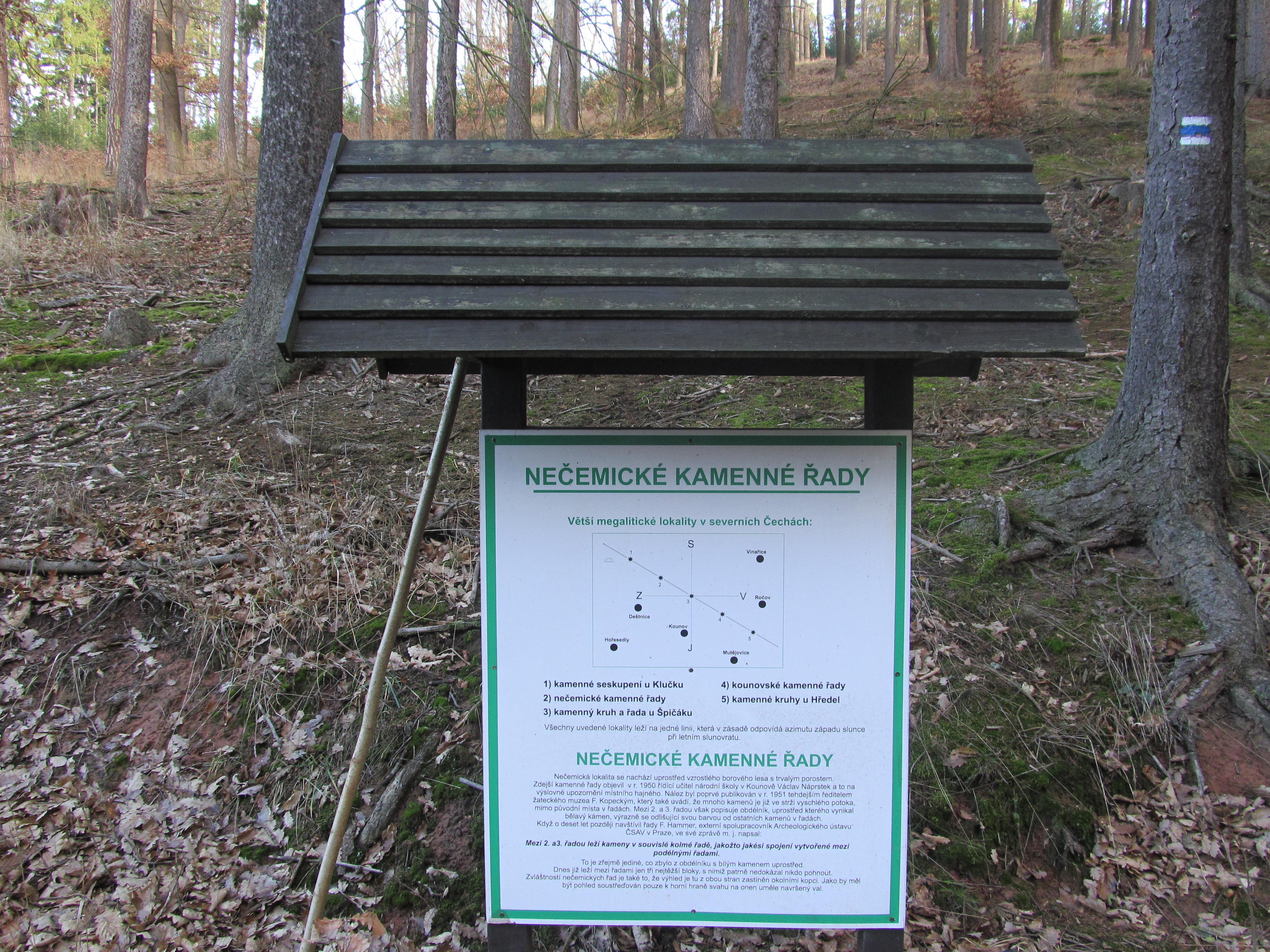
Tabule u východiště stezky